# 喜羊羊
喜羊羊，中國動畫片《喜羊羊與灰太狼》中的正面主角，属于羊族，大肥羊学校的学生，慢羊羊的助手、学生。

## 人物
《喜羊羊与灰太狼》创作初期，其主角并非喜羊羊而是懒羊羊。起初，主创团队曾考虑过叫《懒羊羊与灰太狼》，因为懒羊羊好吃懒做但又善良正义，性格鲜明，容易编排剧情，但很快他们还是觉得喜羊羊更具“正能量”，所以才有了《喜羊羊与灰太狼》。

### 优点
- 他是羊族里跑得最快的羊[a]
- 聪明机智，帮助同伴化险为夷，战胜困难[b][c][4]
- 他是羊村最聪明的小羊[d][5]

### 缺点
- 走路、办事都很性急，导致没有听清楚话，就干完了，会闹出笑话。[e]
- 自恋，对自己的容貌过于自信，觉得自己很帅[f]
- 喜欢捉弄别人，搞恶作剧。[g]

### 其他
- 在想主意时，会比出专门思考的动作。喜羊羊想办法时会左脚后退一步成弓步；右手托下巴；左手指太阳穴；然后双臂伸开，两脚依次着地，跳起来，并原地转圈；最终右手握拳，拳心向内，右臂竖于面部正前方；左手握拳平屈。（简单来说：想办法时一手托着下巴一手指太阳穴，然后跳起来原地转3圈）[h]
- 喜羊羊早期的宠物是喜喜。[i]

## 人际关系

### 羊族

#### 家庭
- 智羊羊：喜羊羊和冰冰羊的父亲，也是羊族的科学家，外表很酷，有一撮刘海儿，左眼戴着一个放大镜。在《跨时空救兵》中小智（小时候的智羊羊）穿越到喜羊羊的时空，经历系列事故后他与喜羊羊、灰太狼成为好朋友，也遇到了曾经的老师慢羊羊。在送小智回去时又穿越到智羊羊的时空，小智与喜羊羊见到成年智羊羊于离开幼年喜羊羊前夕。[j]
- 丽羊羊：喜羊羊和冰冰羊的母亲。曾经是风靡海陆空三栖动物歌星，也是创造了糖果王国的羊之一。[k]
- 冰冰羊：喜羊羊的妹妹（无血缘关系），是智羊羊和丽羊羊在外太空与怪物战斗时意外发现的孤儿。[l]
- 瘦羊羊：喜羊羊的表哥，武功超好，可惜因为太贪吃，变得很胖。[m]

#### 其他
- 美羊羊：同学，好朋友。在喜羊羊失踪后美羊羊为了方便寻找喜羊羊的下落放弃自己的梦想成为了记者。[n]
- 沸羊羊和懒羊羊：喜羊羊、沸羊羊、懒羊羊在一起就是草原三剑客，他们之间是好朋友。[6]
- 慢羊羊：喜羊羊的老师，喜羊羊是慢羊羊做实验的帮手。[o]
- 烈羊羊：喜羊羊的篮球教练。[p]

### 狼族
- 灰太狼：在《羊村守护者》之前为宿敌，是“狼抓羊”的经典模式；从《羊村守护者》开始开启了狼羊和平新时代，所以喜羊羊和灰太狼成为了朋友。[q][7]在狼羊和平之后的《跨时空救兵》，過去的喜羊羊被小狼人暗算，處於很危險的狀態，導致現在的喜羊羊即將消失，这时喜羊羊和灰太狼之间进行了“告白”。[8]而且，喜羊羊和灰太狼之间已经认识了5000多集了。[9]

## 客串
- 開心超人聯盟之星際聯盟

## 社会文化

### 图书
在2010年由金城出版社出版的图书《做人要做喜羊羊》书中，从喜羊羊这一角色形象出发，就提到了要树立乐观向上的精神（“ 微笑是我的招牌动作”）、在遇到困难时要自信面对（”大家不要着急，看我的”）、要机智勇敢（“天才就是为办法而生的”）等等。

### 篮球文化
在《喜羊羊与灰太狼之筐出胜利》中，"守护者队"（羊村的小羊组成的篮球队）和“滑翔机队”的较量中，“守护者队”的队长喜羊羊为了扭转局势频繁使用绝招导致腿伤发作，却冒着留下残疾的风险坚持复出，让这样的追梦之旅不留遗憾，体现了一种坚持到底、永不放弃的拼搏精神。这部作品在体育球迷论坛虎扑上引发广泛讨论，纷纷讨论角色的原型，喜羊羊的原型是麦迪，也就被称为特雷喜·麦克格雷迪。
虎扑等体育球迷论坛能够引起讨论，很大程度上还是因为主创团队有资深球迷。喜羊羊与灰太狼团队的编审吴潮威是从乔丹和《灌篮高手》开始接触到篮球，后来因为了解到NBA球星詹姆斯的奋斗史而真正爱上篮球。团队的导演之一黄俊铭，在年少时就是篮球的忠实粉丝,小学时还是篮球队的一员。